# Euphorbia trichadenia
Euphorbia trichadenia — вид рослин із родини молочайних (Euphorbiaceae), зростає на півдні Африки.

## Опис
Багаторічна трав'яниста рослина 5–12 см заввишки з однорічними стеблами, що ростуть із великого м'ясистого бульбового кореневища. Стебла від 1 до кількох. Листки супротивні й чергові, сидячі; прилистки ниткоподібні, 0.5 мм завдовжки; листові пластини до 10.5 × 0.5 мм, лінійно-ланцетні, шпилясті на верхівці, клиноподібні біля основи, цілі. Циатії пахвові або в кінцевих суцвіттях. Період цвітіння: весна й літо. Коробочка 6 × 8 мм, тупо 3-лопатева. Насіння 5 × 4.2 мм, яйцеподібне з тупою верхівкою; поверхня блідо-коричнева.

## Поширення
Зростає на півдні Африки: Ангола, Ботсвана, ПАР, Зімбабве. Населяє сухі, піщані луки.